# Agnes Le Louchier

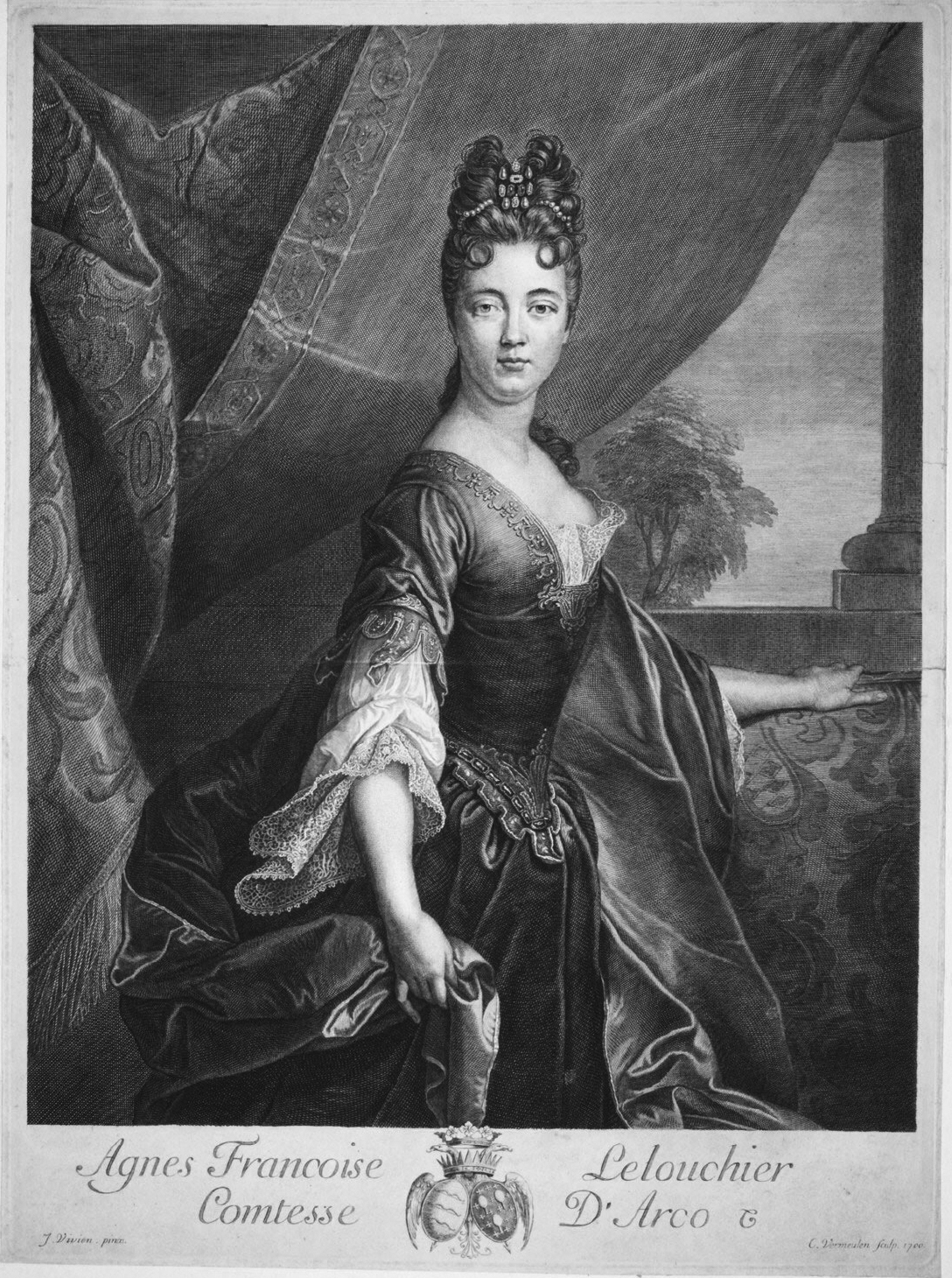
Agnès-Françoise Lelouchier (Cornelis Martinus Vermeulen, 1700)

Agnes Françoise Le Louchier (auch Anna Franziska; * ca. 1660; † Februar 1717 in Paris) war die langjährige Mätresse des bayerischen Kurfürsten Maximilian Emanuel.

## Leben
Agnès-Françoise Le Louchier kam als Tochter von Jean François Le Louchier, Seigneur de Popuelles und Charlotte d'Aubermont zur Welt. Sie entstammte dem wallonischen Landadel und war das erste von insgesamt vierzehn Kindern.
Le Louchier wurde von den französischen Behörden auf den bayerischen Kurfürsten Maximilian Emanuel angesetzt, als er Statthalter der Spanischen Niederlande war. Sie folgte ihm später nach München und schloss 1694 kurz vor der Hochzeit Max Emanuels mit seiner zweiten Frau Therese Kunigunde pro forma eine Ehe mit dem bayerischen Offizier Graf Ferdinand von Arco, wodurch sie zur Gräfin von Arco wurde. Bereits kurz nach der Eheschließung begab sie sich ins holländische Amsterdam, wo sie Emanuel-François-Joseph (1695–1747), den später legitimierten Lieblingssohn des Kurfürsten, zur Welt brachte. Dieser machte als Comte de Bavière am französischen Hof Karriere. Kurz nach der Geburt kehrte sie nach Brüssel zurück.
Im Jahre 1700 wollte sich die Kurfürstin von ihrem Gatten trennen, da sich der Kurfürst erotischen Eskapaden widmete, beide versöhnten sich jedoch. Aufgrund veränderter politischer Machtverhältnisse kamen Max Emanuel und Therese Kunigunde nach München zurück. Die Gräfin Arco reiste im Auftrag des Kurfürsten nach Paris, um zu dessen Gunsten politische Beziehungen zu knüpfen. Der Erfolg dieser Aufgabe brachte ihr ein Einkommen von 10.000 Talern auf Lebenszeit.
Le Louchier trat bereits in den neunziger Jahren des 17. Jahrhunderts in enge Beziehungen zu den Pariser Künstlerkreisen. Sie empfahl den Lebrun-Schüler Joseph Vivien (1657–1735), der einer der berühmtesten Pastellmaler seiner Zeit war und später ständig für den Kurfürsten und dessen Familie arbeitete. Auch bei der Innenausstattung der Pavillonanbauten von Schloss Nymphenburg hat sie mitgewirkt. Zu diesem Zweck reiste sie eigens nach Turin, um Stoffe für die Wandbespannungen auszuwählen.
Während des Exils von Max Emanuel (1704–1715) lebte er ungestört mit Le Louchier, mit Therese Kunigunde traf er erst am 8. April 1715 wieder zusammen.